# 2013 au Pakistan
Cet article présente les faits marquants de l'année 2013 au Pakistan.

## Évènements
- 15 janvier : la Cour suprême ordonne l'arrestation du Premier ministre Raja Pervez Ashraf dans un contexte de manifestations dénonçant la corruption de la classe politique.
- 11 mai : élections législatives.
- 5 juin : Nawaz Sharif est investi Premier ministre pour la troisième fois depuis 1990.
- 30 juillet : Mamnoon Hussain est élu président de la république.
- 22 septembre : un attentat à Peshawar fait 82 morts à la sortie d'une église.
- 24 septembre : le séisme du Balouchistan cause la mort de plus de 800 personnes.